# Rebecca West
Cicely Isabel Fairfield (Andrews) (ur. 21 grudnia 1892 w Londynie – 15 marca 1983 tamże), znana pod pseudonimem Rebecca West, Dama Orderu Imperium Brytyjskiego, była autorką brytyjską pochodzenia szkocko-irlandzkiego, znaną ze swoich powieści, artykułów dziennikarskich, krytyki literackiej i relacji z podróży. Prywatnie miała nieślubne dziecko z Herbertem George’em Wellsem.
Pochowana na Brookwood Cemetery.

## Twórczość
Była oddana zasadom feministycznym i liberalnym, i głosiła je jako intelektualistka-osoba publiczna. Recenzowała książki dla The Times, New York Herald Tribune, Sunday Telegraph, New Republic, była korespondentką miesięcznika The Bookman. Słynna jest jej książka Black Lamb and Grey Falcon (1941), na temat historii i kultury Jugosławii. Napisała także A Train of Powder (1955), reportaż z procesów norymberskich, wcześniej opublikowany w "The New Yorker"; The Meaning of Treason, późniejsze wydanie pod tytułem The New Meaning of Treason, studium na temat zdrajców faszystowskich i komunistycznych w czasie drugiej wojny światowej; The Return of the Soldier, modernistyczną powieść o I wojnie światowej; i "trylogię Aubrey" powieści autobiograficznych: The Fountain Overflows, This Real Night i Cousin Rosamund. W roku 1947 Time nazwał ją "bezsprzecznie pisarką numer jeden na świecie".